# Guanosina difosfato
Guanosina difosfato é o produto da defosforilação da guanosina trifosfato por GTPases, proteínas G envolvidas na transdução de sinais